# Nemški Rovt
Nemški Rovt é uma vila localizada no município de Bohinj na Eslovênia. Possuía uma população estimada de 116 habitantes em 2020.